# رابرت یوتنر
رابرت یوتنر (انگلیسی: Robert Jüttner؛ زادهٔ ۲۴ نوامبر ۱۹۵۹) بازیکن فوتبال اهل آلمان است.
از باشگاه‌هایی که در آن بازی کرده‌است می‌توان به باشگاه فوتبال هرتابرلین اشاره کرد.